# رود اویودو
رود اویودو (به لاتین: Ōyodo River) یک رود در ژاپن است که در استان کوماموتو واقع شده‌است.